# Salzberg und Heugrund
Das Naturschutzgebiet Salzberg und Heugrund liegt im oberfränkischen Landkreis Coburg in Bayern westlich von Rottenbach, einem Ortsteil der Gemeinde Lautertal.
Es erstreckt sich entlang der Landesgrenze zu Thüringen, die im westlichen Bereich am östlichen und im östlichen Bereich am westlichen Rand verläuft. Am südlichen Rand des Gebietes verläuft die CO 23 und östlich die A 73, westlich fließt der Weidbach. Nördlich – im thüringischen Landkreis Hildburghausen – schließt sich direkt das 566,4 ha große Naturschutzgebiet Leite bei Harras an.

## Bedeutung
Das rund 74 ha große Gebiet mit der NSG-Nr. NSG-00480.01 wurde im Jahr 1994 unter Naturschutz gestellt. Es handelt sich um "naturnahen und artenreichen Laubmischwald mit wärmeliebenden Säumen mit einer Vielfalt an Pflanzen und Tieren, auch seltener, empfindlicher und gefährdeter Arten."